# 10-й танковый корпус
10-й танковый корпус — оперативное войсковое объединение в составе ВС СССР.

## История
10-й танковый корпус был сформирован 15 мая 1942 года в Горьком в составе 178-й, 183-й, 186-й танковых бригад и 11-й мотострелковой бригады.
1 сентября 1942 года выведен в Резерв Ставки ВГК в район Можайска.
В январе 1943 года ведёт бои в составе Юго-Западного фронта. 11 марта 1943 года выведен на доукомплектование в резерв Ставки ВГК в район Старого Оскола..
Летом ведёт сражения в составе Степного фронта. В последующим за умелые действия корпуса в составе Центрального, а затем 1-го Украинского фронтов получил почётное наименование «Днепровский». В ноябре 1943 года корпус опять выводится в резерв.
В августе 1944 года в составе 3-го, а затем 2-го Прибалтийских фронтов участвовал в сражении за Прибалтику.
В январе 1945 года в составе 2-го Белорусского фронта участвовал в боях между Вислой и Одером.
24 января 1945 года за образцовое выполнение заданий командования в боях с немецкими захватчиками при овладении городами Вилленберг, Ортельсбург, Морунген, Заальфельд и Фрайштадт и проявленные при этом доблесть и мужество награждён орден Суворова II степени
В начале марта 1945 года выведен на доукомплектование, больше корпус на фронт уже не вернулся.
В июле 1945 года преобразован в 10-ю танковую дивизию (Белорусский военный округ, г. Борисов). После войны находилась в составе 7-й танковой армии.
В 1957 году переименован в 34-ю танковую Днепровскую ордена Суворова дивизию.
В 1991 году дивизия расформирована.

### В составе действующей армии
- с 13.05.1942 по 03.09.1942;
- с 13.11.1942 по 28.12.1942;
- с 14.01.1943 по 13.03.1943;
- с 07.07.1943 по 30.11.1943;
- с 31.08.1944 по 02.12.1944;
- с 16.12.1944 по 19.12.1944;
- с 08.01.1945 по 27.03.1945.

## Полное название
10-й танковый Днепровский ордена Суворова корпус

## Командование

### Командиры корпуса
- полковник, генерал-майор танковых войск, генерал-лейтенант танковых войск Бурков, Василий Герасимович (с 19.04.1942 по 16.07.1943);
- генерал-майор танковых войск Алексеев, Василий Михайлович (с 17.07.1943 по 20.01.1944);
- генерал-майор танковых войск, генерал-лейтенант танковых войск Панфилов, Алексей Павлович (с 20.01.1944 по 25.04.1944);
- полковник, генерал-майор танковых войск Шапошников, Матвей Кузьмич (с 26.04.1944 по 09.11.1944);
- генерал-майор танковых войск Сахно, Михаил Гордеевич (с 10.11.1944 по 09.05.1945)

### Заместители командира корпуса по строевой части
- полковник Шапошников, Матвей Кузьмич (с 07.11.1943 по 26.04.1944)
- полковник Сергиенко, Сергей Семёнович

### Военные комиссары корпуса
С конца 1942 года — заместители командира корпуса по политической части:
- бригадный комиссар Латышев, Пётр Матвеевич (с 07.05.1942 по 27.08.1942);
- бригадный комиссар Гаврилов, Иван Александрович (с 27.08.1942 по 25.09.1942);
- полковой комиссар, полковник Гришин, Иван Иванович (полковник) (с 03.10.1942 по 16.06.1943);
- полковник Малинин, Фёдор Фёдорович (с 16.06.1943 по 11.07.1943) — погиб;
- подполковник, полковник Стороженко, Николай Прокофьевич (с 17.07.1943 по 09.05.1945)

### Заместитель командира корпуса по технической части
- инженер-полковник А. Ф. Сыч
- инженер-полковник Е. Н. Шелухин
- подполковник Ф. С. Терлин

### Начальники штаба корпуса
- полковник Меньшов, Василий Владимирович (с апреля 1942 по июль 1942);
- полковник Воронченко, Владимир Парфёнович (с июля 1942 по июнь 1943);
- полковник Лавриненко, Матвей Илларионович (с июня 1943 по март 1944);
- полковник Омелюстый, Николай Михайлович (с марта 1944 по июнь 1945)

### Начальник оперативного отдела
- подполковник А. В. Овсянников
- майор А. В. Шорохов

### Начальники политотдела
- подполковник Каштанкин, Василий Николаевич (с 28.04.1943 по 16.06.1943);

### Начальник разведывательного отдела
- майор Жук, Виктор Степанович, умер 06.09.1943 после тяжёлой контузии

### Начальник артиллерии
- полковник Шухрин, Иван Фёдорович (погиб 22.02.1943)
- полковник Божко, Митрофан Дмитриевич

### Начальники тыла
- подполковник М. А. Среднев
- генерал-майор интендантской службы И. С. Евтихеев
- полковник Лазарев, Сергей Александрович

## Состав
- Управление корпуса;
- 10-я рота управления;
- 183-я танковая Танненбергская орденов Суворова и Кутузова бригада;
- 186-я танковая Краснознамённая бригада;
- 178-я танковая Рижская Краснознамённая бригада;
- 11-я мотострелковая Танненбергская Краснознамённая бригада;
- 10-я инженерно-минная рота;
- 10-я автомобильная рота подвоза ГСМ;
- 98-я подвижная ремонтная база;

в течение апреля — июня 1943 в состав корпуса включили:
- 1450-й самоходно-артиллерийский Танненбергский Краснознамённый полк;
- 727-й истребительно-противотанковый артиллерийский полк;
- 1693-й зенитный артиллерийский Рижский полк;
- 287-й миномётный полк;
- 77-й отдельный мотоциклетный Краснознамённый батальон;
- 30-й отдельный разведывательный батальон;
- 128-й отдельный гвардейский миномётный Рижский ордена Александра Невского дивизион;

Корпусные части:
- 538-й отдельный сапёрный батальон (до февраля 1943 года);
- 114-й отдельный сапёрный ордена Красной Звезды[4] батальон;
- 415-й отдельный ордена Красной Звезды[4] батальон связи;
- 78-я отдельная рота химической защиты;
- 10-я отдельная автотранспортная рота подвоза ГСМ, с 19.07.1942;
- 171-я полевая танкоремонтная база, с 03.12.1942;
- 98-я полевая авторемонтная база, с 21.05.1942;
- 4-е авиационное звено связи, с 07.07.1943;
- 36-й полевой автохлебозавод, с 07.07.1943;
- 1936-я полевая касса Государственного банка, с 31.08.1944;
- 1903-я военно-почтовая станция, с 25.06.1942.[5]

- Управление дивизии (1 ПРП-4, 1 Р-145БМ, 1 Р-156БТР)
- 3-й гвардейский танковый Минско-Гданьский ордена Ленина, Краснознамённый, ордена Суворова полк, Борисов (95 Т-62, 4 БМП-1, 2 БРМ-1К, 1 БТР-70)
- 183-й танковый Танненбергский орденов Суворова и Кутузова полк, Борисов (95 Т-62, 8 БМП-1, 2 БРМ-1К, 3 БТР-60)
- 186-й танковый Краснознамённый полк им. Ленинского комсомола, Борисов (94 Т-62, 8 БМП-1, 2 БРМ-1К)
- 26-й мотострелковый полк, Борисов (31 Т-62, 4 БМП-1, 2 БРМ-1К, 2 БТР-60)
- 409-й артиллерийский полк, Борисов (12 БМ-21 «Град»)
- 138-й зенитный ракетный Рижский полк, Борисов
- 134-й отдельный разведывательный батальон, Борисов (10 БМП-1, 7 БРМ-1К, 6 БТР-60)
- 415-й отдельный батальон связи, Борисов
- 114-й отдельный инженерно-сапёрный батальон, Борисов
- 1019-й отдельный батальон материального обеспечения
- 186-й отдельный ремонтно-восстановительный батальон
- Итого: 314 танков Т-62, 49 БМП (34 БМП-1, 15 БРМ-1К), 12 БТР (1 БТР-70, 11 БТР-60), 12 РСЗО Град.[6]

## Подчинение
| 01.06.1942 года | Западный фронт                            |                                |
| 01.08.1942 года | Западный фронт                            | 16-я армия                     |
| 01.10.1942 года | Московский военный округ                  |                                |
| 01.12.1942 года | Западный фронт                            |                                |
| 01.01.1943 года | Резерв Ставки ВГК                         |                                |
| 01.02.1943 года | Юго-Западный фронт                        |                                |
| 01.04.1943 года | Резерв Ставки ВГК                         |                                |
| 01.05.1943 года | Резерв Ставки ВГК (Степной военный округ) | 66-я армия                     |
| 01.06.1943 года | Резерв Ставки ВГК (Степной военный округ) | 5-я гвардейская армия          |
| 01.08.1943 года | Воронежский фронт                         |                                |
| 01.09.1943 года | Воронежский фронт                         | 47-я армия                     |
| 01.10.1943 года | Воронежский фронт                         | 40-я армия                     |
| 01.11.1943 года | 1-й Украинский фронт                      | 40-я армия                     |
| 01.12.1943 года | Резерв Ставки ВГК                         |                                |
| 01.05.1944 года | Киевский военный округ                    |                                |
| 01.06.1944 года | Резерв Ставки ВГК                         |                                |
| 01.07.1944 года | Киевский военный округ                    |                                |
| 01.08.1944 года | Московский военный округ                  |                                |
| 01.09.1944 года | 3-й Прибалтийский фронт                   |                                |
| 01.11.1944 года | 2-й Прибалтийский фронт                   |                                |
| 01.01.1945 года | 2-й Белорусский фронт                     | 5-я гвардейская танковая армия |
| 01.03.1945 года | 3-й Белорусский фронт                     |                                |
| 01.04.1945 года | Резерв Ставки ВГК                         |                                |

## Награды и почётные наименования корпуса
- Орден Суворова II степени — награждён указом Президиума Верховного Совета СССР от 5 апреля 1945 года[8] за образцовое выполнение заданий командования в боях с немецкими захватчиками при овладении городами Вилленберг, Ортельсбург, Морунген, Заальфельд и Фрайштадт и проявленные при этом доблесть и мужество.[9]
- Почётное наименование «Днепровский».[9]

## Отличившиеся воины
| Награда | Ф. И.О                          | Должность                                                                                        | Звание            | Дата награждения | Примечания                  |
| ------- | ------------------------------- | ------------------------------------------------------------------------------------------------ | ----------------- | ---------------- | --------------------------- |
|         | Акутин, Михаил Дмитриевич       | командир бронемашины разведывательной роты 11-й мотострелковой бригады                           | сержант           | 23.10.1943.      |                             |
|         | Аминов, Миниттин Гильметдинович | стрелок 178-й танковой бригады                                                                   | красноармеец      | 23.10.1943.      |                             |
|         | Бейда, Иван Мартынович          | командир разведывательного взвода 178-й танковой бригады                                         | младший лейтенант |                  |                             |
|         | Белов, Василий Михайлович       | телефонист стрелкового батальона 11-й мотострелковой бригады                                     | красноармеец      | 23.10.1943 г.    |                             |
|         | Болбас, Александр Карпович      | заместитель командира мотострелкового батальона по политчасти 11-й мотострелковой бригады        | капитан           | 10.01.1944 г.    |                             |
|         | Воробьёв, Александр Дмитриевич  | стрелок 11-й мотострелковой бригады                                                              | красноармеец      | 23.10.1943 г.    |                             |
|         | Вьюгин, Николай Иванович        | наводчик орудия 12-го истребительного противотанкового артиллерийского полка                     | сержант           | 09.02.1944 г.    |                             |
|         | Гарфункин, Григорий Соломонович | разведчик разведывательного взвода 183-й танковой бригады                                        | красноармеец      | 10.01.1944       | посмертно                   |
|         | Гончаров, Николай Артёмович     | пулемётчик 178-й танковой бригады                                                                | красноармеец      | 23.10.1943 г.    |                             |
|         | Кинешов, Иван Наумович          | командир 1-й стрелковой роты 3-го мотострелкового батальона 11-й мотострелковой бригады          | гвардии лейтенант | 10.01.1944       | посмертно                   |
|         | Ковалёв Михаил Васильевич       | заместитель командира 183-й танковой бригады по строевой части                                   | майор             | 10.01.1944       |                             |
|         | Козлов, Виктор Михайлович       | командир батареи 1693-го зенитно-артиллерийского полка                                           | старший лейтенант | 09.02.1944 г.    |                             |
|         | Козлов, Степан Игнатович        | автоматчик мотострелкового батальона 178-й танковой бригады                                      | красноармеец      | 23.10.1943 г.    |                             |
|         | Колесов, Александр Михайлович   | разведчик 178-й танковой бригады                                                                 | красноармеец      | 23.10.1943 г.    |                             |
|         | Кондратьев, Сергей Николаевич   | радист мотострелкового пулемётного батальона 178-й танковой бригады                              | красноармеец      | 27.10.1943       |                             |
|         | Копылов, Василий Данилович      | командир мотоотделения роты управления 178-й танковой бригады                                    | сержант           | 10.01.1944       |                             |
|         | Кравец, Михаил Дементьевич      | разведчик разведывательного взвода 183-й танковой бригады                                        | красноармеец      | 10.01.1944       |                             |
|         | Краснов, Виктор Михайлович      | командир орудия танка 1-го танкового батальона 186-й танковой бригады                            | сержант           | 19.04.1945       |                             |
|         | Кривцов, Сергей Васильевич      | Командир отделения автоматчиков 11-й мотострелковой бригады                                      | сержант           | 23.10.1943 г.    |                             |
|         | Круглов, Николай Иванович       | командир пулемётного взвода 178-й танковой бригады                                               | младший лейтенант | 10.01.1944 г.    |                             |
|         | Крылов, Николай Николаевич      | механик-водитель танка 398-го танкового батальона 183-й танковой бригады                         | сержант           | 23.10.1943       |                             |
|         | Кузьмин, Василий Фёдорович      | башенный стрелок танка 183-й танковой бригады                                                    | сержант           | 23.10.1943       |                             |
|         | Ларионов, Борис Дмитриевич      | стрелок 11-й мотострелковой бригады                                                              | красноармеец      | 23.10.1943       |                             |
|         | Лещинский, Адам Брониславович   | командир батареи СУ-122, 1450-го сап                                                             | лейтенант         | 10.01.1944       |                             |
|         | Макаров Иван Иванович           | механик-водитель 183-й танковой бригады                                                          | сержант           | 23.10.1943       |                             |
|         | Маренков, Михаил Андреевич      | командир 5-й батареи 727-го истребительно-противотанкового артиллерийского полка                 | лейтенант         | 10.01.1944       |                             |
|         | Нибылица, Василий Иванович      | сапёр роты управления 178-й танковой бригады                                                     | красноармеец      | 23.10.1943 г.    |                             |
|         | Полковников, Павел Михайлович   | командир стрелковой роты 178-й танковой бригады                                                  | старший лейтенант | 17.04.1943 г.    |                             |
|         | Приходько, Василий Артёмович    | стрелок-радист 183-й танковой бригады                                                            | красноармеец      | 23.10.1943 г.    |                             |
|         | Приходько, Назар Ксенофонтович  | механик-водитель танка 398-го танкового батальона 183-й танковой бригады                         | красноармеец      | 23.10.1943       |                             |
|         | Рокин, Лавр Иванович            | командир САУ 1450-го сап                                                                         | лейтенант         | 24.03.1945       | Погиб в бою                 |
|         | Рудской, Фёдор Андреевич        | командир танкового батальона 178-й танковой бригады                                              | капитан           | 19.04.1945 г.    |                             |
|         | Сагайдачный, Юрий Михайлович    | командир танка 398-го танкового батальона 183-й танковой бригады                                 | лейтенант         | 23.10.1943 г.    |                             |
|         | Свечкарёв, Иван Семёнович       | командир огневого взвода 4-й батареи 727-го истребительно-противотанкового артиллерийского полка | старший сержант   | 10.01.1944 г.    | посмертно                   |
|         | Сорокин, Иван Петрович          | командир батареи 1693-го зенитно-артиллерийский полка                                            | старший лейтенант | 09.02.1944 г.    |                             |
|         | Топольский, Арсентий Моисеевич  | старший адъютант 3-го мотострелкового батальона 11-й мотострелковой бригады                      | лейтенант         | 10.01.1944 г.    | Погиб в бою 24.09.1943 года |
|         | Фадеев, Иван Васильевич         | автоматчик разведроты 11-й мотострелковой бригады                                                | красноармеец      | 23.10.1943 г.    |                             |
|         | Федин, Михаил Акимович          | командир танко-десантной роты мотострелкового пулемётного батальона 178-й танковой бригады       | лейтенант         | 10.01.1944       |                             |
|         | Фролов, Михаил Павлович         | командир роты танков 389-го танкового батальона 178-й танковой бригады                           | лейтенант         | 10.01.1944       |                             |
|         | Фролов, Михаил Фёдорович        | Механик-водитель танка 183-й танковой бригады                                                    | старший сержант   | 23.10.1943 г.    |                             |
|         | Щабельский, Иван Петрович       | старший радист-пулемётчик танка 1-го танкового батальона 186-й танковой бригады                  | старшина          | 19.04.1945       |                             |
|         | Шапошников, Матвей Кузьмич      | командир 178-й танковой бригады                                                                  | полковник         | 10.01.1944       |                             |
|         | Шарипов, Фатых Зарипович        | командир роты 398-го танкового батальона 183-й танковой бригады                                  | старший лейтенант | 10.01.1944       |                             |

 Кавалеры ордена Славы трёх степеней.
- Никифоров, Михаил Васильевич, старший сержант, командир орудийного расчёта 705 лёгкого артиллерийского полка.